# 霍夫曼 (北卡羅萊納州)
霍夫曼（英語：Hoffman）是一個位於美國北卡羅萊納州里奇蒙縣的城鎮。

## 人口
根據2020年美國人口普查的數據，霍夫曼的面積為8.81平方千米，皆為陸地。當地共有人口418人，而人口密度為每平方千米47人。